# Верцаска (Тічино)
Верцаска (італ. Verzasca) — громада в Швейцарії в кантоні Тічино, округ Локарно.

## Географія
Громада розташована на відстані близько 135 км на південний схід від Берна, 13 км на захід від Беллінцони.
Верцаска має площу 143,6 км², з яких на 0,8 % дозволяється будівництво (житлове та будівництво доріг), 8,9 % використовуються в сільськогосподарських цілях, 46,3 % зайнято лісами, 44 % не є продуктивними (річки, льодовики або гори).

## Демографія
2019 року в громаді мешкало 640 осіб (-7,8 % порівняно з 2010 роком), іноземців було 5,9 %. Густота населення становила 4 осіб/км².
За віковим діапазоном населення розподілялося таким чином: 12,7 % — особи молодші 20 років, 53,6 % — особи у віці 20—64 років, 33,8 % — особи у віці 65 років та старші. Було 326 помешкань (у середньому 1,9 особи в помешканні).
Із загальної кількості 198 працюючих 48 було зайнятих в первинному секторі, 48 — в обробній промисловості, 102 — в галузі послуг.